# NGC 1829
NGC 1829 is een open sterrenhoop in het sterrenbeeld Goudvis. Het hemelobject werd op 13 december 1835 ontdekt door de Britse astronoom John Herschel.

## Synoniemen
- ESO 56-SC57